# Alopecosa lessertiana
Alopecosa lessertiana là một loài nhện trong họ Lycosidae.
Loài này thuộc chi Alopecosa. Alopecosa lessertiana được Paolo Marcello Brignoli miêu tả năm 1983.